# Chytriomyces macro-operculatus
Chytriomyces macro-operculatus är en svampart. Chytriomyces macro-operculatus ingår i släktet Chytriomyces och familjen Chytridiaceae.

## Underarter
Arten delas in i följande underarter:
- hirsutus
- macro-operculatus